# Oléoduc Kirkouk-Banias
L'oléoduc Kirkouk-Banias est un oléoduc de 800 kilomètres reliant le gisement pétrolier de Kirkouk en Irak au port de Banias en Syrie. L'oléoduc est ouvert le 23 avril 1952. En 1960, le port de Banias assure 50 % des exportations irakiennes de pétrole, contre 20 % par Tripoli et 20 % par le golfe Persique ou pour la consommation intérieure. Il est fermé en 1976 à la suite d'un désaccord sur le tarif du transit entre les régimes baasistes d'Irak et de Syrie ; il est remplacé en 1977 par l'oléoduc Kirkouk-Ceyhan. 
Rouvert entre 1978 et 1981, puis de nouveau fermé pendant la guerre Iran-Irak et encore rouvert après 1990 pour la consommation syrienne, il est mis hors service par les bombardements américains en 2003 pendant la guerre d'Irak. En décembre 2007, l'Irak et la Syrie s'entendent pour le reconstruire avec l'aide d'une filiale du groupe russe Gazprom, mais ce contrat est annulé en 2009. Un nouvel accord entre les deux pays est conclu en 2010.